# Slavonija & Baranja
Slavonija & Baranja, reprezentativna monografija na 272 stranice velikog formata Marina Topića (fotografije u boji) i Zvonka Makovića (tekst), s usporednim tekstom na hrvatskom i engleskom jeziku, koju je 2005. godine objavio osječki izdavač MIT d.o.o. U prvom poglavlju ("Rijeke, putovi, šume, granice") Maković piše o prostoru Slavonije i Baranje; u drugom ("Povijesni pregled") o životu u Slavoniji i Baranji od najstarijih vremena do danas; u trećem ("Tragovi vremena") o gradovima, utvrdama, selima, crkvama i samostanima, o katedrali u Đakovu, o slikarstvu i skulpturi te o književnosti. Četvrto poglavlje posvećeno je slavonsko-baranjskim gradovima (i nekim manjim mjestima) i njihovoj okolini : Iloku, Vukovaru, Belom Manastiru, Valpovu, Donjem Miholjcu, Slatini, Vitovitici, Pakracu, Lipiku - Daruvaru, Jankovcu, Požegi, Orahovici, Novoj Gradiški - Cerniku, Našicama, Đakovu, Osijeku, Slavonskom Brodu, Vinkovcima, Otoku i Županji. 

## Prikaz Baranje
U monografiji se ističe da je središte hrvatskoga dijela Baranje Beli Manastir te da "od kulturno-povijesnih znamenitosti toga grada treba istaknuti dvije crkve - pravoslavnu (1759.) i  katoličku (1777.)". Grad je dobio na značenju u novije vrijeme, dok je ranije osobitu važnost imalo vlastelinstvo Belje, "veliki posjed" što ga je "dobio pobjednik nad Turcima, princ Eugen Savojski, koji je u selu Bilju sagradio mali lovački dvorac (1705. – 1712.)". Na kraju teksta o Baranji kaže se da obilje vode koja natapa Baranju iz Drave i Dunava i njihovih brojnih rukavaca i močvara pogoduje bujanju biljnoga i životinjskog svijeta. Uz dvije manje fotografije Belog Manastira (stara pošta i Ljepotica) i Banskog brda, Baranja je predstavljena velikim fotografijama (preko dvije stranice) Kopačkog rita, lovačkog dvorca u Tikvešu (podignutog oko 1895.), vinskih podruma u Zmajevcu i lovačkog dvorca Eugena Savojskog u Bilju (s početka 18. st.). Monografija završava "Post scriptumom" i kraćim biografijama autora Marina Topića i Zvonka Makovića.

## Vanjske poveznice
- Regionalni portal Slavonije i Baranje